# Kiwszariwka
Kiwszariwka (ukr. Ківшарівка) – osiedle typu miejskiego na Ukrainie, w obwodzie charkowskim, w rejonie kupiańskim. W 2001 liczyło 20 729 mieszkańców, spośród których 12 083 posługiwało się językiem ukraińskim, 6481 rosyjskim, 1 bułgarskim, 21 białoruskim, 6 ormiańskim, 1 jidysz, 36 innym, a 2095 się nie zdeklarowało.